# 미네정 (나가사키현)
미네정(峰町 미네초[*])은 일본 나가사키현의 중앙에 있던 가미아가타군에 속한 정이다. 
2004년 3월 1일 합병으로 쓰시마시의 일부가 되었다. 또한, 쓰시마시 출범 후 주소 표기는 '미네마치(みねまち)'로 표기법이 변경되었다.

## 지리
쓰시마의 중앙에 위치해 있다.

## 역사

### 선사・고대
- 마을 내에는 신석기 시대 중기 무렵의 유적으로 추정되는 사가 조개무덤과 요시다 조개무덤이 있어, 사람이 살았던 흔적을 확인할 수 있다.
- 쓰시마 전역에서 야요이 시대의 유적이 확산되고 있는 가운데, 대마도 중부(미네정, 도요타마정)에 유적이 집중되어 있는 것으로 보아, 위지왜인전에 기록된 '기부네남북시테키(乗船南北市糴)'는 이 지역을 지칭하는 것으로 추정된다[1].
- 율령제 시대에 들어서면서 엄원(厳原)에 국부가 설치되고 군현제가 실시된다. 미네정에 해당하는 지역은 가미현군에 속해 '미네고(三根郷)'라고 불렀다.

### 중세
- 무로마치 시대에 쓰시마 섬의 도읍이 사가로 옮겨지면서 미네고토 일대가 섬 주인 직속 '미네군'이 된다.

### 에도시대
- 에도 시대에는 쓰시마후추번(対馬府中藩)에 속했으며, 겐로쿠(元禄)년에 미네군(三根郡)이 '미네고(三根郷)'로 다시 개칭되었다. 이 시기의 향촌장에는 가구 수와 선박 52척이 기재되어 있다. 또한 『쓰시마기사(津島紀事)』에 따르면, 미네고에는 에다무라(枝村) 1개 마을을 포함한 11개 마을이 속해 있었다고 한다. 미네고는 츠시마의 다른 각 고을과 함께 메이지 5년에 폐지되었다.

### 근현대
- 1908년 4월 1일 - 도서정촌제 시행에 의해 가미아가타군 미네촌이 성립하였다.
- 1976년 4월 1일 - 정으로 승격해 미네정이 되었다.
- 2004년 3월 1일 - 이즈하라정·미쓰시마정·도요타마정·가미아가타정·가미쓰시마정과 합병, 시로 승격해 쓰시마시가 되어 미네정은 소멸하였다.